# Sommer-OL 1964
Sommer-OL 1964 blev afholdt i Tokyo, Japan, med sejlsportskonkurrencerne i Osaka, Japan. Det var Asiens første OL, og japanerne brugte 3 milliarder dollars på stadion og transport.
Sydafrika fik ikke nogen invitation, og Indonesien og Nordkorea var ligeledes udelukket. 14 nye lande fik deres OL-debut i Tokyo.
Volleyball og judo var nye sportsgrene, og hollænderen Antonius Geesink chokerede alle ved at vinde den åbne judo-disciplin.
Etiopiens Abebe Bikila forsvarede sin guldmedalje i maraton, dog løb han denne gang i sko. Den sovjetiske gymnast Larissa Latynina sluttede sin OL-karriere med to guldmedaljer og seks medaljer i alt. I løbet af tre olympiske lege vandt hun hele 18 medaljer.
Danmark udbyggede sin tradition for medaljer vundet på vandet og på cyklen.
Danske deltagere
- 56 mænd
- 7 kvinder

Danske medaljer i Tokyo 1964
- Guld: 2 – rosport, sejlsport
- Sølv: 1 – cykling
- Bronze: 3 – kano, cykling, sejlsport

## Boksning
Den olympiske bokseturnering blev en succes for Sovjetunionen, der med 9 medaljer (3 af guld) blev bedste nation foran Polen med 7 medaljer og Italien med 5 medaljer. USA's boksere skuffede med kun 3 bronzemedaljer og en enkelt guld. Den amerikanske guldmedalje blev vundet i sværvægt af den senere professionelle verdensmester Joe Frazier. 
Fra Danmark deltog 4 boksere; Børge Krogh i letvægt, Preben Rasmussen i letweltervægt, Hans-Erik Pedersen i weltervægt og Tom Bogs i letmellemvægt. Ingen af de danske boksere opnåede dog medalje. 

## Medaljetabel
| Olympiske Sommerlege 1964 | Olympiske Sommerlege 1964 | Olympiske Sommerlege 1964 | Olympiske Sommerlege 1964 | Olympiske Sommerlege 1964 |       |
| ------------------------- | ------------------------- | ------------------------- | ------------------------- | ------------------------- | ----- |
| Nr.                       | Land                      | Guld                      | Sølv                      | Bronze                    | Total |
| 1.                        | USA                       | 36                        | 26                        | 28                        | 90    |
| 2.                        | Sovjetunionen             | 30                        | 31                        | 35                        | 96    |
| 3.                        | Japan                     | 16                        | 5                         | 8                         | 29    |
| 4.                        | Tyskland                  | 10                        | 22                        | 18                        | 50    |
| 5.                        | Italien                   | 10                        | 10                        | 7                         | 27    |
| 6.                        | Ungarn                    | 8                         | 5                         | 6                         | 19    |
| 7.                        | Polen                     | 7                         | 6                         | 10                        | 23    |
| 8.                        | Australien                | 6                         | 2                         | 10                        | 18    |
| 9.                        | Tjekkoslovakiet           | 5                         | 6                         | 3                         | 14    |
| 10.                       | Storbritannien            | 4                         | 12                        | 2                         | 18    |